# Melilotus indicus
Melilotus indicus é uma espécie de planta com flor pertencente à família Fabaceae.
A autoridade científica da espécie é (L.) All., tendo sido publicada em Flora Pedemontana 1: 308. 1785.
Os seus nomes comuns são anafe-menor, coroa-de-rei, meliloto, meliloto-da-índia, trevo-de-cheiro ou trevo-de-namorado.

## Portugal
Trata-se de uma espécie presente no território português, nomeadamente em Portugal Continental, no Arquipélago dos Açores e no Arquipélago da Madeira.
Em termos de naturalidade é nativa de Portugal Continental e Arquipélago da Madeira e introduzida no arquipélago dos Açores.

## Protecção
Não se encontra protegida por legislação portuguesa ou da Comunidade Europeia.